# Dècada del 660 aC

## Esdeveniments
- Fundació probable de Bizanci i Estagira
- Batalla naval entre Corint i Corcira
- Biblioteca d'Assurbanipal, una de les més grans de l'Antiguitat
- Nínive esdevé la major ciutat de l'època
- Assíria domina Egipte
- Fundació tradicional del Japó
- Redacció dels textos bíblics del Llibre de Josuè i dels Reis

## Personatges destacats
- Jinmu
- Assurbanipal